# ドイ
株式会社ドイは、かつて日本に存在した小売・卸売・製造業者で、写真用品店チェーン「カメラのドイ」を運営した。本社は福岡県福岡市博多区に置いた。

## 沿革
1949年（昭和24年）に土居君雄が写真用品の卸売業者として創業する。1956年（昭和31年）に株式会社として法人化し、1959年（昭和34年）に福岡市でカメラのドイを開店し小売を始めた。
1961年（昭和36年）には福岡市に現像所を設置してDPE事業に参入し、カメラの割賦販売を導入するなど工夫して経営し拡大。関東地方と関西地方にも出店し、1975年（昭和55年）に東京都新宿区へ出店すると、ヨドバシカメラなどの競合店と価格競争し、「新宿カメラ戦争」など報じられ、「カメラのドイ」の知名度が向上した。同年には、ニューヨークのカメラプレイスと西ドイツのカメラ製造会社のプラウベルを買収して、日本国外に進出した。
1983年（昭和58年）時点でドイは資本金4億4,800万円、従業員860人を擁し、ドイのほかに関連会社を国内に5社、国外に2社を有した。小売部門のカメラのドイが国内に57店舗があったほか、写真の現像やプリント (DPE) などの写真サービスを行うセブンアワーフォトなどのサービス拠点が国内外に100ヶ所あり、マキナ67などのカメラ製造部門もあった。1987年（昭和62年）にニューヨークからは事業撤退したが、最盛期の1989年（平成元年）には、本社がある九州地方をはじめ近畿地方や関東地方などにカメラのドイを約130店舗を構え、カメラの専門店チェーンとして日本で3位の規模となる。当時は、カメラや写真用品のほかに家電製品や情報機器なども扱った。セブンアワーフォトなどの小型店舗も首都圏などに多く展開し、土居の出身地広島市内も数店舗出店した。のちに業界は ヨドバシカメラ、 さくらや、 ビックカメラなどVSBと俗称された3社を中心にカメラ店から大型家電店へ移行し、当社の渋谷旗艦店は大型化の先鞭となる。
1990年（平成2年）10月2日に創業者の土居が病気のため急逝する。バブル崩壊後の消費低迷や競合激化、1990年代末頃からのフィルムカメラからデジタルカメラへの急速な変化の中、売上は伸び悩んだ。2000年（平成12年）に本店を東京に移し、2002年（平成14年）に事業をDPEと中古カメラ販売に絞り込むが、2003年（平成15年）8月に経営が行き詰まり民事再生法の適用を申請した。2004年（平成16年）に再生計画が認可され、正社員29人、11店舗で再建を目指す。負債額は55億円。2006年（平成18年）3月8日に再建を断念して破産手続きを開始した。
日本国内のカメラのドイの店舗は消滅したが、撤退したニューヨークには、2024年時点でも51 East 46 Streetに「Doi Camera」の店名で営業を続けている店舗がある。

## 提供番組
- 北野ファンクラブ（フジテレビ）
- サンケイ新聞ニュースFNN→産経テレニュースFNN（テレビ新広島・1980年代から1990年代前期の日曜昼枠）
- ANNニュースライナー（テレビ朝日・関東ローカル、1980年代）
- 鶴瓶上岡パペポTV（よみうりテレビ）

## CM出演者
- 磯崎亜紀子
- 王貞治[1]。
- 土井正三 - 創業者と苗字の読みが同じ「どい」つながりで出演した。
- 土井淳 - 同上。